# ノヴォヴォロネジ原子力発電所
ノヴォヴォロネジ原子力発電所 (ロシア語: Нововоронежская АЭС)はロシア中部ヴォロネジ州ノヴォヴォロネジの近隣にある原子力発電所。

## 歴史
この原発は、すべての原子炉がVVERの形式のプロトタイプであり、VVERの発展に利用された。
2002年、ノヴォヴォロネジ3号機は、新しい安全システムを含む近代化処理と長寿命化を受けたが2016年12月25日に停止され、その部品は4号機の延命のため流用された。ノヴォヴォロネジ4号機の原子炉圧力容器は、運転中の中性子照射により劣化した材料特性を回復させるためにクルチャトフ研究所が開発したアニーリング処理が施され、寿命が60年に延長された。その他さまざまな改修工事が施され、2018年12月12日には核燃料の装荷が完了して運転再開の準備が整えられた。
2010年には、5号機が、寿命を30年伸ばす近代化のために停止された。VVER-1000型では、このような長寿命化の修理を受けるのは初めてである。
この近代化作業では、管理や保護や緊急用途のシステムの近代化と、セキュリティや放射線安全システムの改良も含まれる。
現在、同地にノヴォヴォロネジ第二原子力発電所が建設中である。

## 原子炉
ノヴォヴォロネジには5基の原子炉が存在する。
| 原子炉                | 原子炉形式           | 正味発電量 | 総発電量 | 建設開始     | 送電開始       | 商用運用       | 停止           |
| --------------------- | -------------------- | ---------- | -------- | ------------ | -------------- | -------------- | -------------- |
| 1号機(Novovoronezh-1) | VVER-210 (原型)      | 197 MW     | 210 MW   | 1957年7月1日 | 1964年9月30日  | 1964年12月31日 | 1988年2月16日  |
| 2号機(Novovoronezh-2) | VVER-365 (原型)      | 336 MW     | 365 MW   | 1964年6月1日 | 1969年12月27日 | 1970年4月14日  | 1990年8月29日  |
| 3号機(Novovoronezh-3) | VVER-440/179         | 385 MW     | 417 MW   | 1967年7月1日 | 1971年12月27日 | 1972年6月29日  | 2016年12月25日 |
| 4号機(Novovoronezh-4) | VVER-440/179         | 385 MW     | 417 MW   | 1967年7月1日 | 1972年12月28日 | 1973年3月24日  |                |
| 5号機(Novovoronezh-5) | VVER-1000/187 (原型) | 950 MW     | 1000 MW  | 1974年3月1日 | 1980年5月31日  | 1981年2月20日  | 2035年 (予定)  |

## 画像

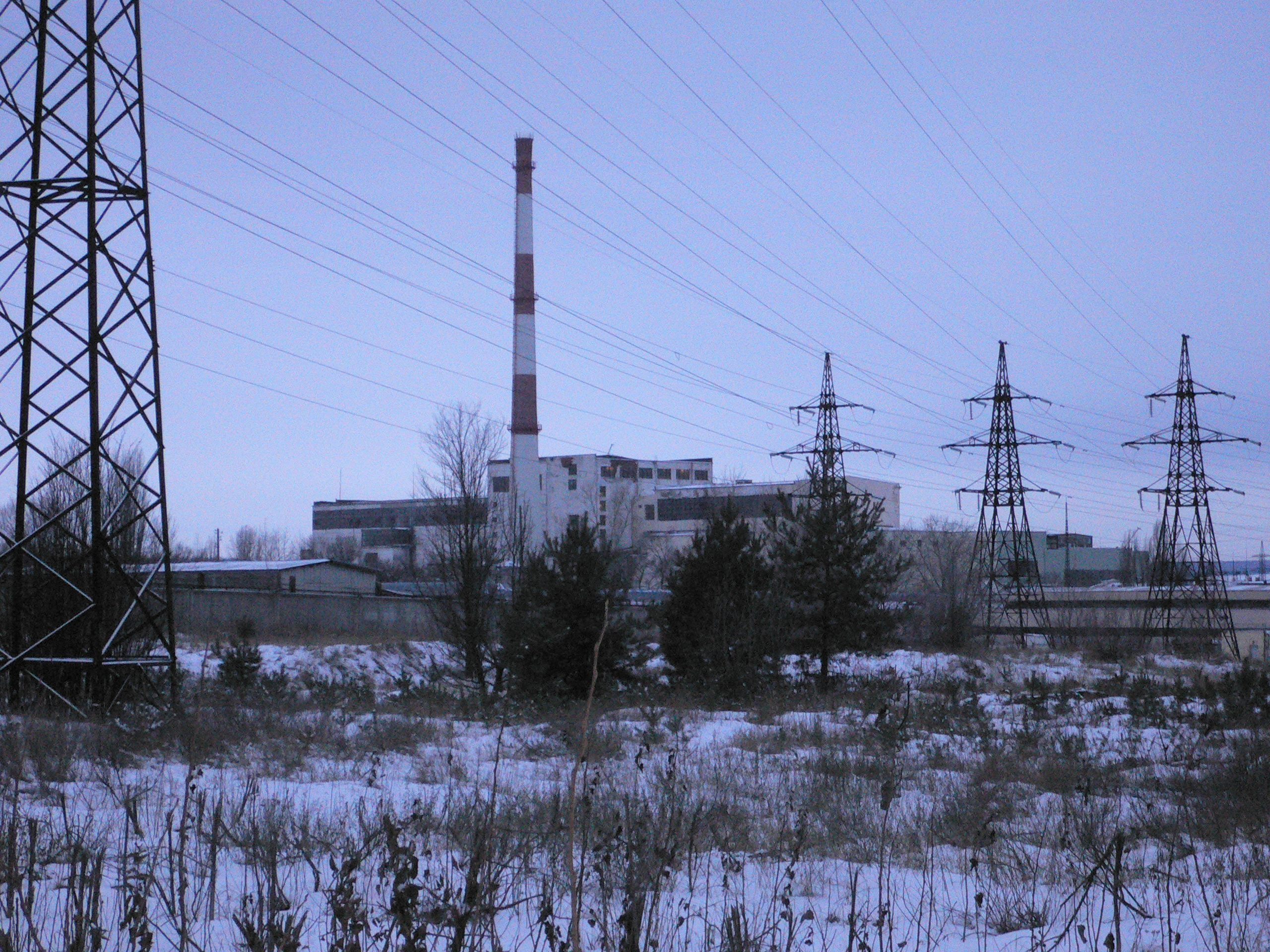
1号機と2号機
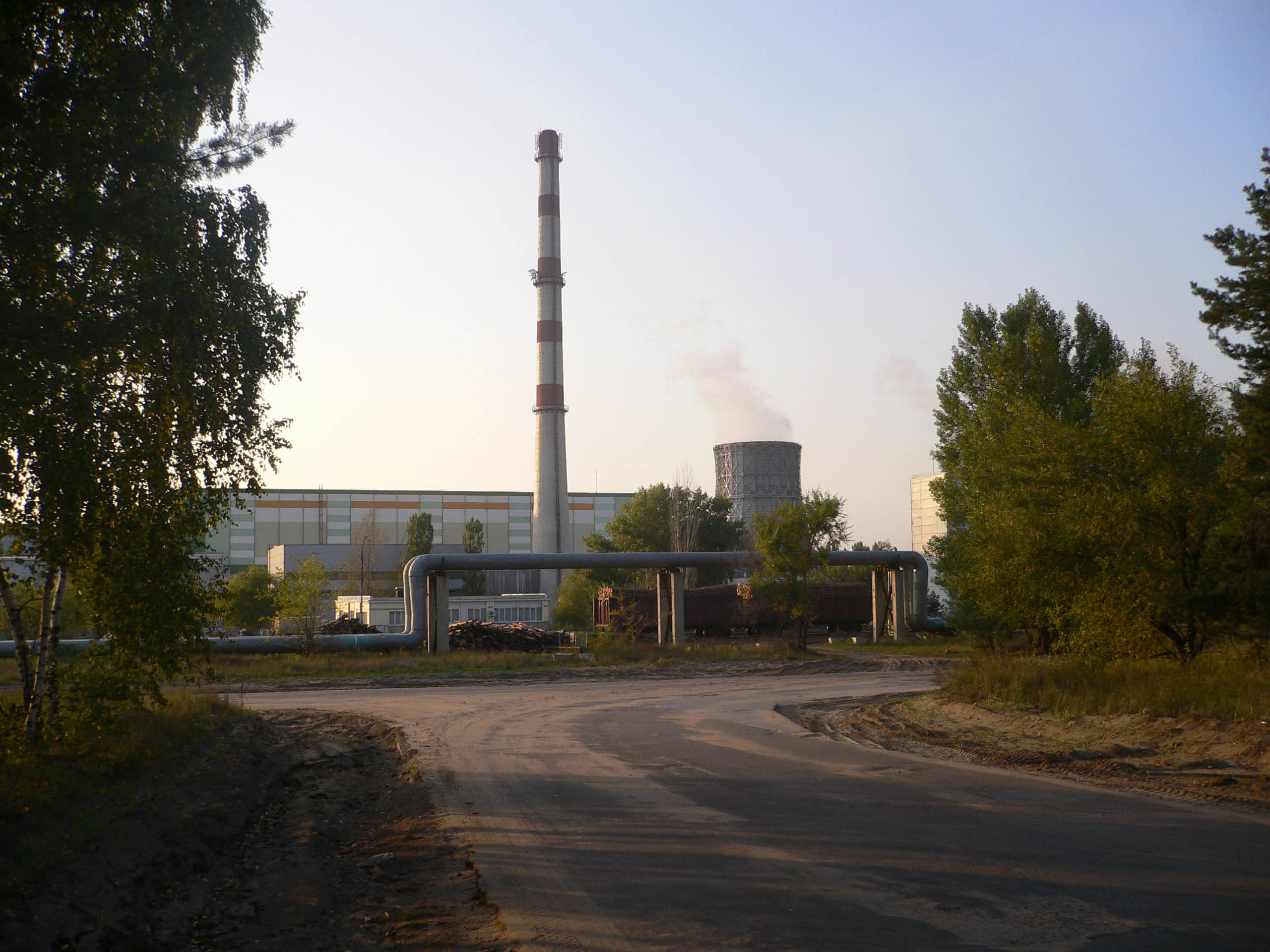
3号機と4号機
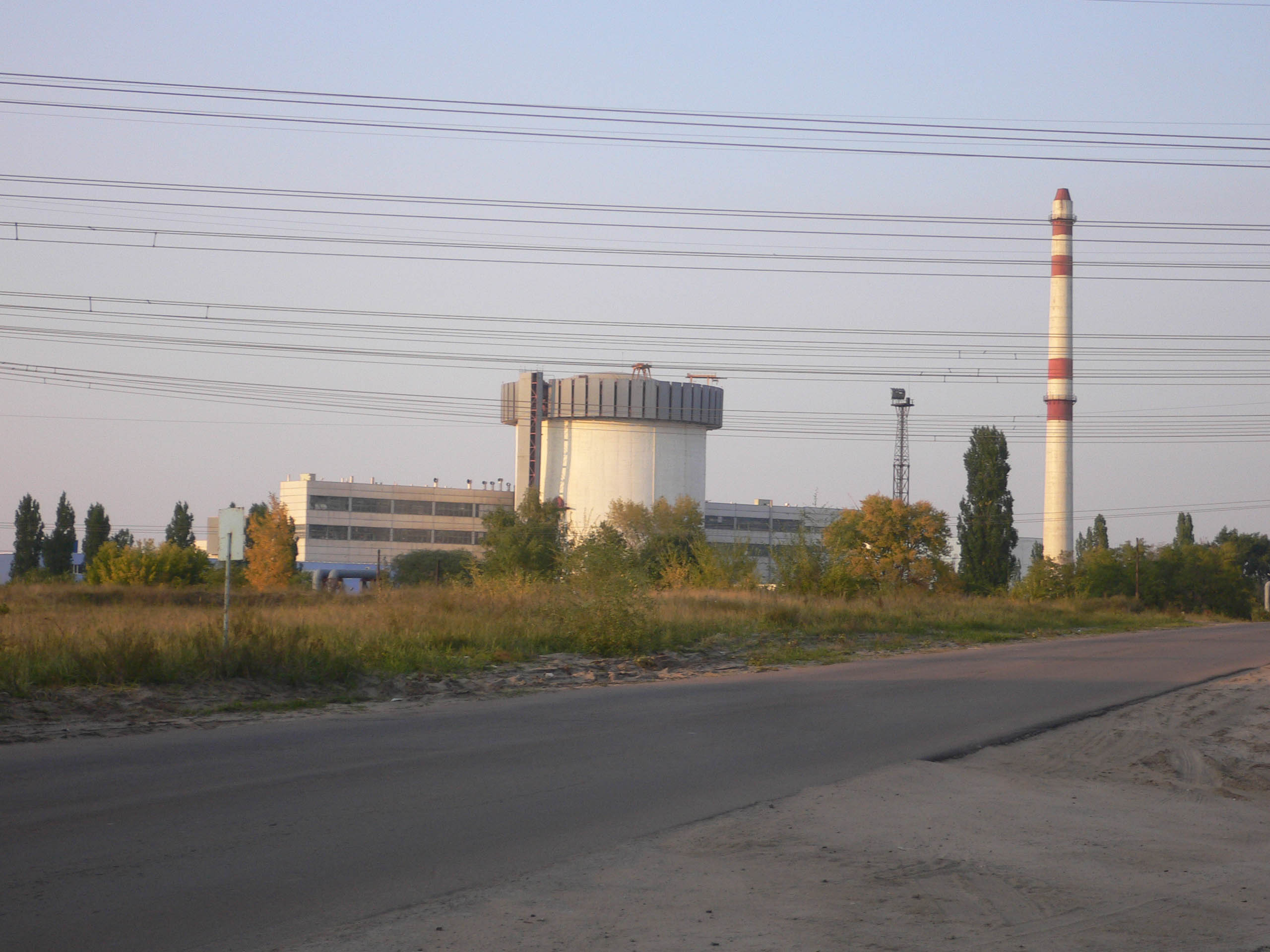
5号機
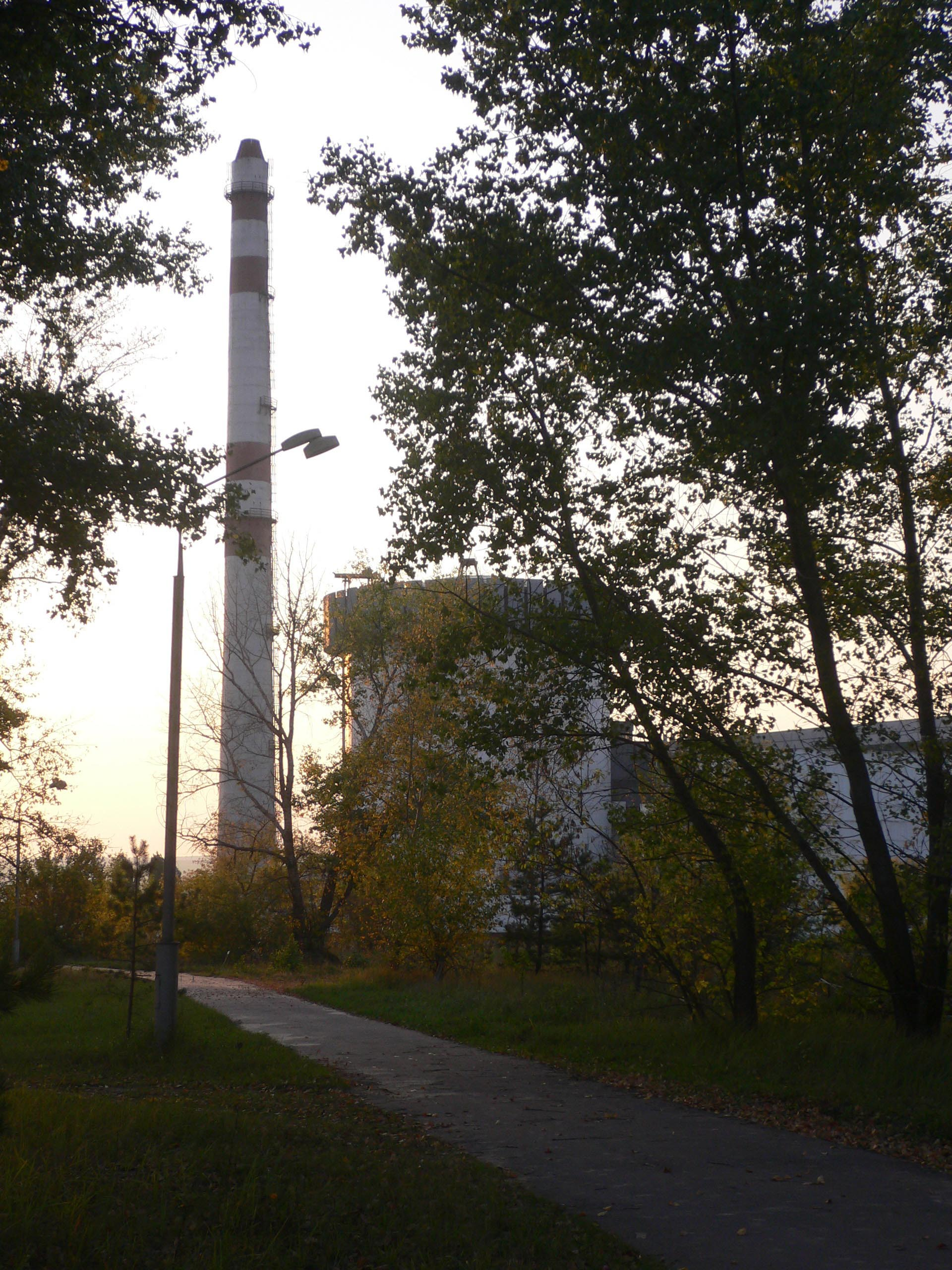
5号機
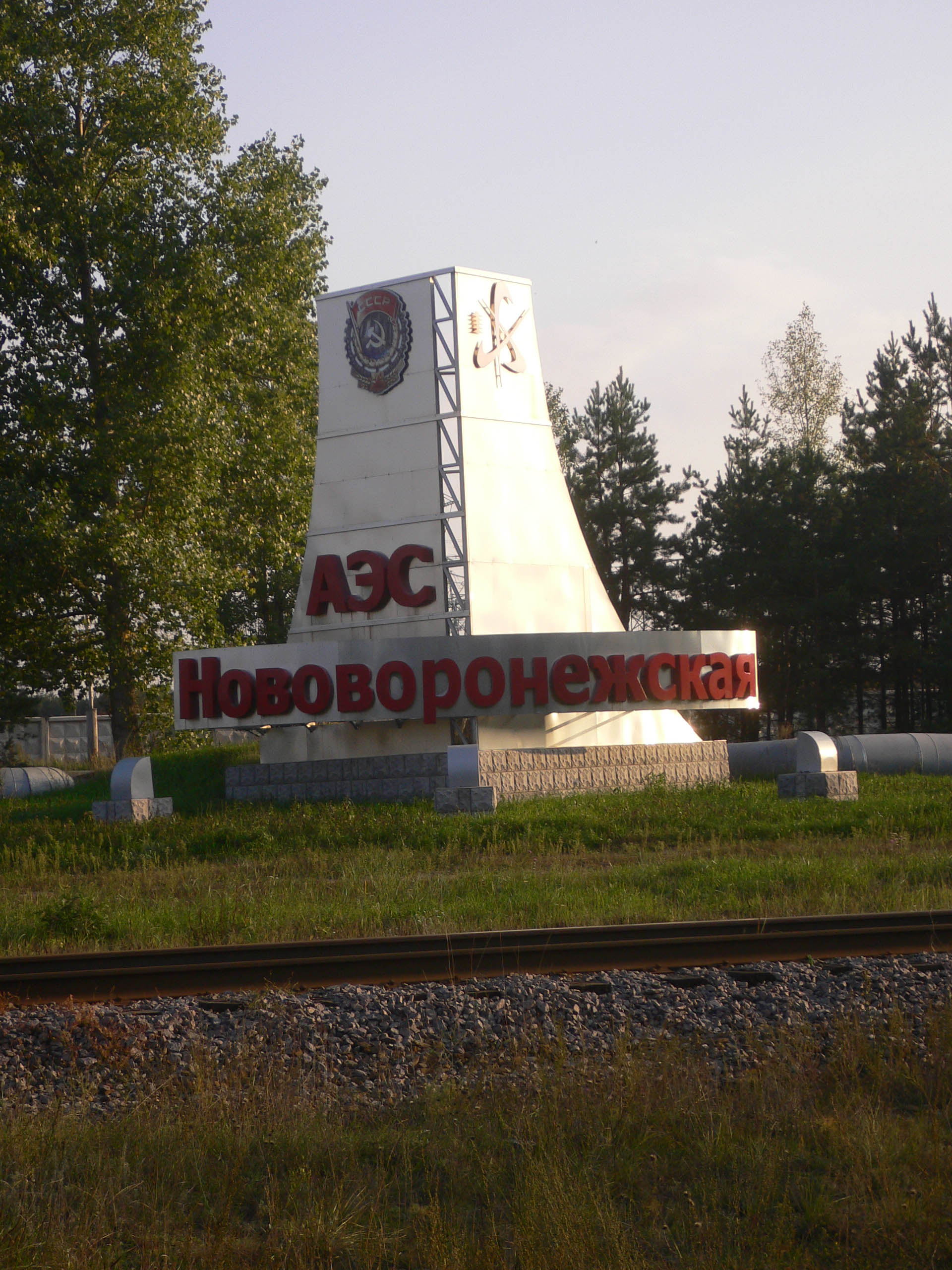
原子力発電所入り口

## 註
1. ↑  “New life of Novovoronezh 3”. Nuclear Engineering International. (2002年6月3日) 2011年3月9日閲覧。
2. 1 2  “Novovoronezh unit 4 completes upgrade”. World Nuclear News.  World Nuclear Association (2018年12月12日). 2018年12月15日閲覧。
3. ↑  “Modernization works begin at Russia’s oldest VVER-1000”. Nuclear Engineering International. (2010年9月30日) 2010年10月10日閲覧。
4. ↑  Power Reactor Information System of the IAEA: „Russian Federation: Nuclear Power Reactors“
5. 1 2  Energoatom - History of the Plant
6. ↑  “Novovoronezh 3, Russia”. Reactor Database.  World Nuclear Association. 2018年12月15日閲覧。
7. ↑  http://www.atomic-energy.ru/news/2012/07/09/34684